# Samnorwood
Samnorwood è un census-designated place degli Stati Uniti d'America, situato nella contea di Collingsworth dello Stato del Texas.

## Geografia fisica
Samnorwood è situata a 35°03′10″N 100°16′49″W.
Secondo lo United States Census Bureau, ha un'area totale di 1,6 miglia quadrate (4,1 km²).

## Società

### Evoluzione demografica
Secondo il censimento del 2000, c'erano 39 persone, 16 nuclei familiari e 12 famiglie residenti nella città. La densità di popolazione era di 24,0 persone per miglio quadrato (9,2/km²). C'erano 20 unità abitative a una densità media di 12,3 per miglio quadrato (4,7/km²). La composizione etnica della città era formata dall'87,18% di bianchi, il 5,13% di afroamericani, il 7,69% di altre razze. Ispanici o latinos di qualunque razza erano il 25,64% della popolazione.
C'erano 16 nuclei familiari di cui il 31,3% aveva figli di età inferiore ai 18 anni, il 56,3% erano coppie sposate conviventi, il 18,8% aveva un capofamiglia femmina senza marito, e il 25,0% erano non-famiglie. Il 25,0% di tutti i nuclei familiari erano individuali e il 12,5% aveva componenti con un'età di 65 anni o più che vivevano da soli. Il numero di componenti medio di un nucleo familiare era di 2,44 e quello di una famiglia era di 2,92.
La popolazione era composta dal 20,5% di persone sotto i 18 anni, il 15,4% di persone dai 18 ai 24 anni, il 15,4% di persone dai 25 ai 44 anni, il 25,6% di persone dai 45 ai 64 anni, e il 23,1% di persone di 65 anni o più. L'età media era di 45 anni. Per ogni 100 femmine c'erano 105,3 maschi. Per ogni 100 femmine dai 18 anni in giù, c'erano 106,7 maschi.
Il reddito medio di un nucleo familiare era di 38.750 dollari, e quello di una famiglia era di 38.750 dollari. I maschi avevano un reddito medio di 58.125 dollari contro i 40.417 dollari delle femmine. Il reddito pro capite era di 30.690 dollari. C'erano no famiglie e il 2,4% della popolazione che vivevano sotto la soglia di povertà, incluso no under eighteens e nessuno sopra i 64 anni.